# Prays moschettinella
Prays moschettinella is een vlinder uit de familie Praydidae. De wetenschappelijke naam van de soort werd gepubliceerd door Costa.